# Mission britannique à Lhassa
La Mission britannique à Lhassa ouverte en 1936 et fermée en 1947 était la représentation diplomatique du Royaume-Uni au Tibet. Elle était située à Dekyi-Lingka.

## Histoire
En août 1936, les Britanniques envoyèrent sir Basil Gould en mission à Lhassa, accompagné de Hugh Richardson et de Freddie Spencer Chapman, son secrétaire particulier, ainsi que d'une troupe de soldats et de deux officiers du Royal Corps of Signals. Ces derniers étaient chargés d'établir une station radio sans fil, en réponse à la mission chinoise de « condoléance » dirigée par Huang Musong, arrivée à Lhassa en 1934 après le décès du 13e dalaï-lama et qui avait laissé derrière elle deux agents de liaison muni d'un émetteur-récepteur radio,. Hugh Richardson devait devenir, à partir de 1936, le chef de la première mission britannique établie à Lhassa. Premier représentant blanc à servir dans la capitale, il y demeura jusqu'en 1940 et à nouveau après 1946, ayant été affecté à d'autres postes entretemps. Après la fin de la guerre, il revint à Lhassa en tant que représentant britannique,.
À partir de février 1944, Dundul Namgyal Tsarong participa à développer le télégraphe sans fil de la mission britannique au Tibet ainsi qu'à un projet visant à utiliser la rivière Kyichu comme source d'énergie hydro-électrique.
À partir de 1944, Kyibu II a travaillé plusieurs années pour le télégraphe de la mission britannique à Lhassa, et fut interprète employé par le Foreign Office britannique.
En 1945, le Britannique Robert Ford participa à la mission britannique comme opérateur radio avant de rejoindre le Sikkim la même année,. Un autre opérateur radio britannique, Reginald Fox, servit à la mission de Lhassa de mars 1947 à 1950. Après l'indépendance de l'Inde le 15 août 1947 et la fermeture de la mission britannique, il est lui aussi employé par le gouvernement du Tibet.
Après l'accession de l'Inde à l'indépendance en 1947, la mission britannique devint la mission indienne,. Son successeur indien n'étant pas encore formé, Hugh Richardson devint le représentant de l'Inde et le demeura jusqu'en septembre 1950,,.

## Liste de chefs de la Mission
- Hugh Richardson 1936 - 1940
- Frank Ludlow : 1942 - 1943[17].
- George Sherriff (en) : 1943 - 1945
- Pemba Tsering : 1945
- Hugh Richardson : 1946 à 1947

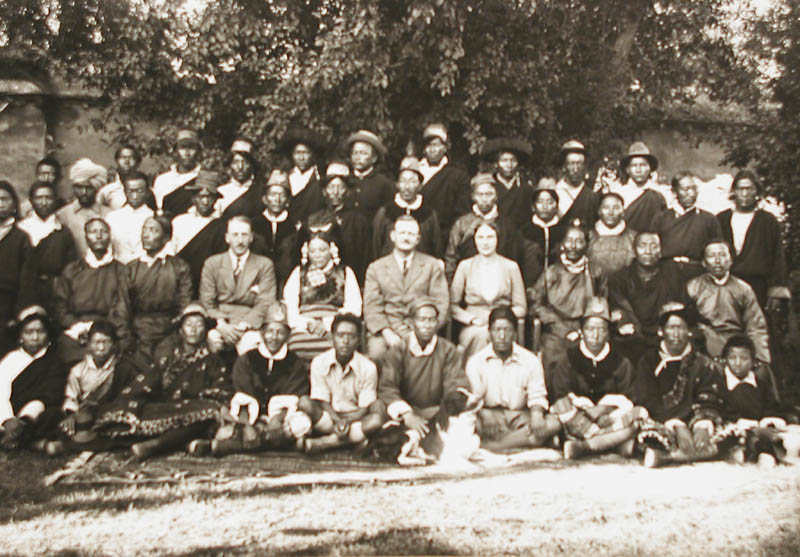
Entourage de Frederick Williamson à Dekyi-Lingka, 20 septembre 1933

- Pemba Tsering : septembre à décembre 1947
- En 1937 et 1939, Norbu Dhondup a été directeur par intérim.